# جروزالم پست

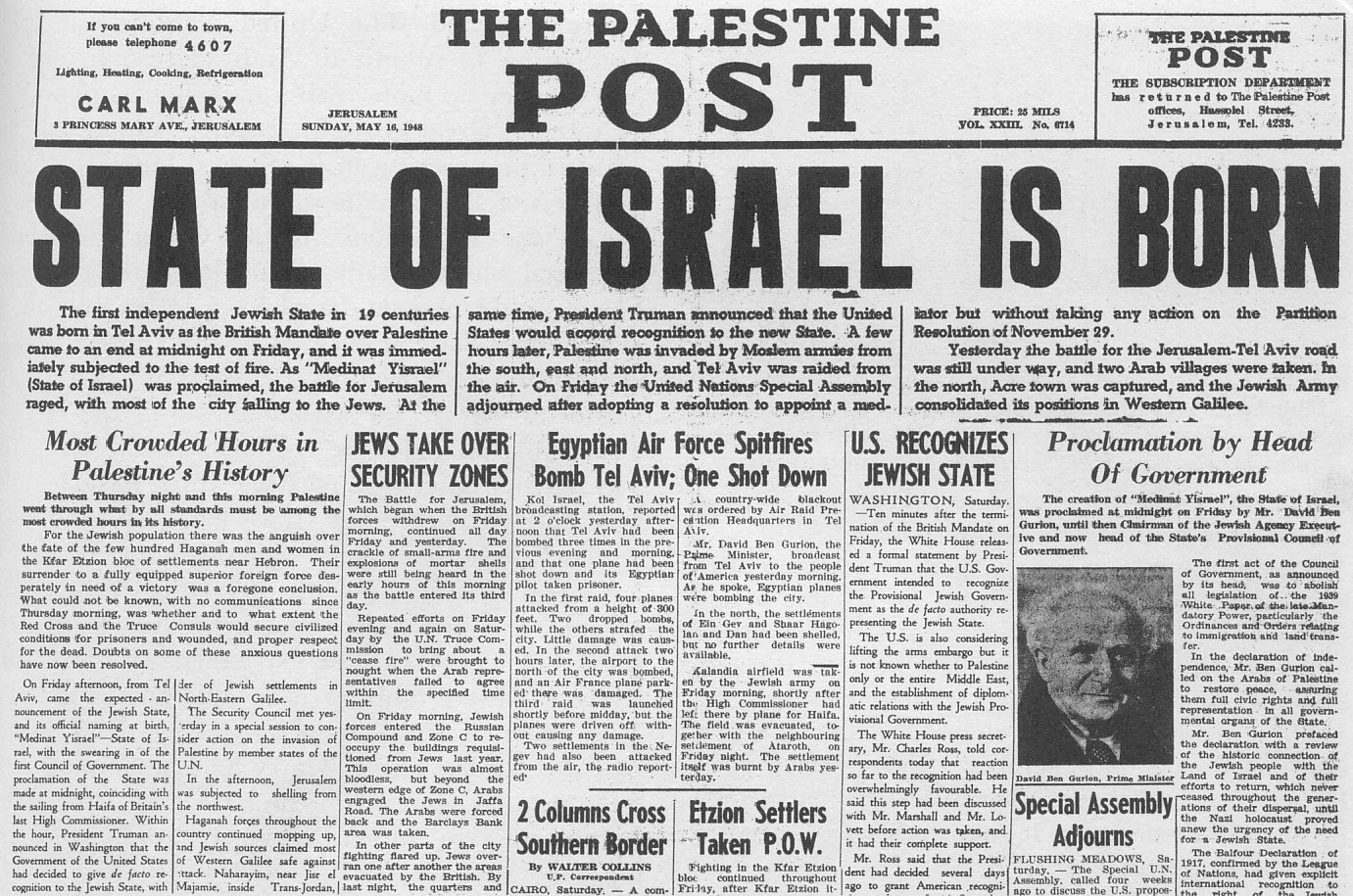
شماره تاریخی ۱۶ مه ۱۹۴۸ روزنامه "فلسطین پست" که بعدها به "اورشلیم پست" تغییر نام داد. در تیتر اصلی نوشته شده: "کشور اسرائیل متولد شد"

جروزالم پست (در انگلیسی: The Jerusalem Post) به معنی اورشلیم پست نام روزنامه انگلیسی زبان در اسرائیل است که در اسرائیل و سراسر جهان خوانندگانی دارد. این روزنامه توسط یک یهودی-آمریکایی به نام گرشان آگرون در اول دسامبر ۱۹۳۲ در شهر اورشلیم با نام اولیه "فلسطین پست" پایه‌گذاری شد که چندی پس از تأسیس اسرائیل به نام کنونی آن تغییر نام داد.
دفتر اصلی روزنامه جروزالم پست در شهر اورشلیم قرار دارد.
روزنامه جروزالم پست در دوران تلاشهای یهودیان برای تأسیس اسرائیل به‌طور علنی از این اقدام، حمایت می‌کرد. پس از تشکیل کشور اسرائیل خطی مشی روزنامه بیشتر به سوی حزب کارگر اسرائیل متمایل بود، اما با فروش روزنامه در سال ۱۹۸۹ به سرمایه دار محافظه کار کانادایی به نام کنراد بلک و کناره گیری بسیاری از نویسندگان چپ‌گرا از روزنامه، جروزالم پست به سوی سیاستهای محافظه کارانه حزب لیکود متمایل شد. هم‌اکنون جروزالم پست به داشتن سیاستهای میانه و تا حدودی متمایل به راست شهرت دارد. گفتنی است که در ستونهای سردبیری روزنامه، نویسندگانی از دوسوی چپ و راست سیاست اسرائیل مقالاتی را می‌نویسند و جروزالم پست سعی دارد تا با تکثر مقالات خود بخش وسیعی از جامعه چندصدایی اسرائیل را نمایندگی کند.
هم‌اکنون روزنامه جروزالم پست تحت مالکیت بزرگ‌ترین شرکت رسانه‌ای کانادا به نام ارتباطات کن‌وست گلوبال قرار دارد.

## پیشینه

### تأسیس
نشریهٔ فلسطین در ژانویهٔ سال ۱۹۲۵ توسط ژاکوب لانداو تأسیس شد. Palestine Telegraphic Agency مالک ان بود. در عمل بخشی از jtaبود اگرچه قانوناً جدا بود. در نوامبر سال ۱۹۳۱ سردبیری نشریه بر عهدهٔ روزنامه‌نگار آمریکایی گرشون اگرونسکی قرار داده شد. در مارس ۱۹۳۲ بین لانداو و اگرونسکی اختلافاتی به وجود آمد. اگرونسکی مصمم بود روزنامهٔ مستقل تأسیس کند. اما در عوض ان دو تصمیم گرفتند روزنامهٔ جدیدی را با ما مالکیت خودشان به وجود بیاورند. در سال ۱۹۳۳ فلسطین پست با نشریه فلسطین ترکیب شدندو با نام فلسطین پست به کار ادامه دادند. اگرچه روزنامه هم چنان سال تأسیس خود را ۱۹۲۵ اعلام می‌نمود حداقل برای یک سال بعد. در مدت فعالیت به عنوان فلسطین پست نشریاتش از سکونت یهودیان در فلسطین حمایت می کردو با سیاست‌های انگلیس که آن‌ها را مجبور به مهاجرت می‌کرد شروع به مخالفت کرد. فلسطین پست طبق گفتهٔ مطبوعات تاریخی یهودی به عنوان بخشی از فعالیت‌های یهودی-صهیونیستی تأسیس شد. موسسات صهیون‌ها روزنامه را به عنوان یکی از مؤثرترین ابزار اعمال نفوذ به مقامات انگلیسی در نظر می‌گرفت.

#### بمب گذاری ۱۹۴۸
در بعد از ظهر ۱ فوریه ۱۹۴۸ یک ماشین پلیس دزدیده شده که با نیم تن tntپر شده بود جلوی شعبه اورشلیم فلسطین پست قرار داده شد. رانندهٔ ماشین دوم چند دقیقه بعد آمد و چاشنی را روشن کرد و فرار کرد. ساختمان شامل اداره‌هایی دیگری از جمله قرارگاه پلیس یهودیان وهاگانا پست و مخزن اسلحه. عبدالغدیر حسینی رهبر عربی مسیولیت ان را بر عهده گرفت. اما میلستین گزارش داد که بمب توسط فاوزی الکوتوب آموزش دیدهٔ نازی که به عنوان مهندس شناخته می‌شود درست شده. هم چنین ۲ نفر از ارتش انگلیس نیز دخالت داشته‌اند. ۳نفر کشته شدند وده‌ها نفر نیز زخمی شدندو چاپخانه نیز نابود شد. روزنامهٔ صبح در قالب ۲ صفحه کاهش یافت و توسط مغازه لوازم تحریری کوچکی نزدیک آن‌ها چاپ شد.
۲ سال بعد از موجود یافتن اسراییل روزنانه با نام اسراییل پست چاپ شد.